# Velours
Pour les articles homonymes, voir velours (homonymie).

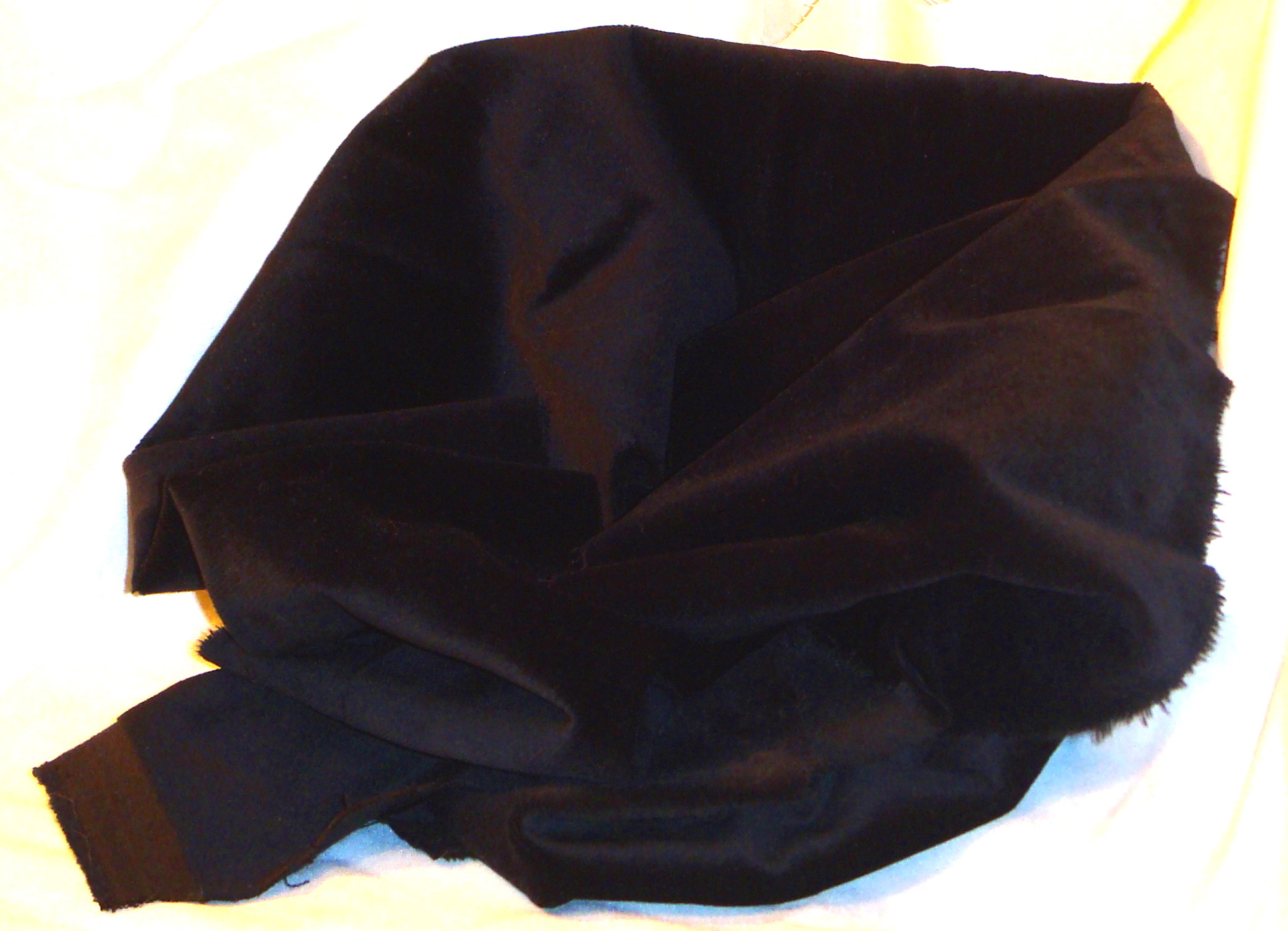
Velours marron.

Le velours est la partie rasée d'une fourrure ou d'un tissu.

## Caractéristiques

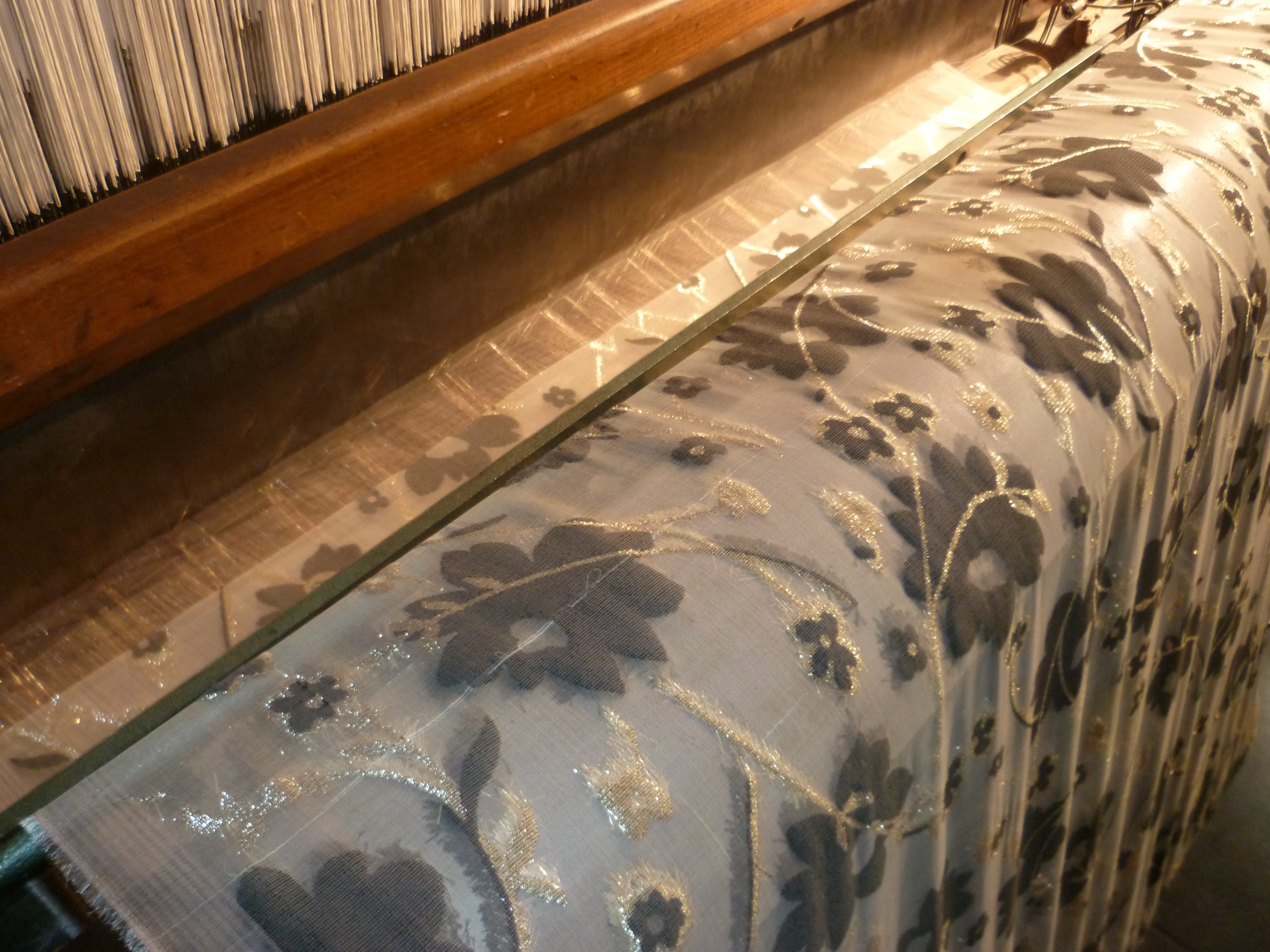
Métier à tisser L. Béridot (1920), produisant du tissu velours. Musée du tissage et de la soierie, à Bussières (Loire).

Le velours, du latin « vilosus », velu, est une étoffe rase d'un côté et couverte de l'autre de poils dressés, très serrés, maintenus par les fils du tissu.
Le velours est aussi un type de tissu dans lequel les fils sont répartis uniformément, ce qui lui donne son caractère particulier. Il est fabriqué sur une machine à tisser à deux systèmes de chaînes, dont l'une constitue la structure et la seconde une couche apportant du velouté. Le velours est semblable à la peluche.
Quand on parle de tapis, le velours désigne l'ensemble des fils de laine qui ne sont pas des fils de trame.
Inventé dans le Cachemire, le velours appelé duvet de cygne se répand en Perse puis en Europe.
Le velours fut le commerce principal des coureurs des bois du Québec.[réf. souhaitée]
Il existe deux sortes de velours :
- le velours coupé ou velours chaîne ;
- le velours trame qui donne un velours dit côtelé.

Le velours est utilisé comme tissu d'ameublement ou dans la confection de vêtements :
- velours à base de coton a un aspect doux et mat, il brille moins que les velours dits de soie ;
- velours à base de soie ;
- velours à base de laine ;
- velours à base de chanvre ;
- velours à base de jute.

Le velours lisse, ou velours palatine, est historiquement utilisé pour les vestes d'intérieur et les robes de chambre habillées. Dans les années 1960 apparaît le smoking en velours, populaire comme tenue de cocktail.

## Expressions
- Les chats font « patte de velours » quand ils touchent quelque chose sans sortir leurs griffes.
- Faire des « yeux de velours » : jeter des regards caressants.
- « Jouer sur du velours » : ne pas prendre de risque, au jeu ou dans d'autres circonstances.
- Au Canada francophone : « un petit velours » est un sentiment de plaisir éprouvé principalement lorsqu'on reçoit un compliment mérité, direct ou indirect.
- « C'est le Petit Jésus en culotte de velours » est une expression utilisée à l'occasion pour signifier que le vin que l'on déguste est souple, rond, soyeux, bref d'un remarquable velouté en bouche.

## Symbolique
- Les noces de velours symbolisent les 29 ans de mariage dans le folklore français (voir la liste des anniversaires de mariage).